# Ryszard Niewodowski
Ryszard Niewodowski (Czechowice, 8 febbraio 1939 – 28 luglio 2023) è stato un cestista polacco.

## Carriera
Con la Polonia ha disputato i Campionati europei del 1961.

## Palmarès
- Campionato polacco: 3

Wisła Cracovia: 1953-54, 1961-62, 1963-64